# Chris Cannon
Christopher Black Cannon (ur. 20 października 1950 w Salt Lake City, zm. 8 maja 2024) – amerykański polityk, członek Partii Republikańskiej.

## Działalność polityczna
W okresie od 3 stycznia 1997 do 3 stycznia 2009 przez sześć kadencji był przedstawicielem 3. okręgu wyborczego w stanie Utah w Izbie Reprezentantów Stanów Zjednoczonych.